# Томчиці (Лодзинське воєводство)
Томчиці (пол. Tomczyce) — село в Польщі, у гміні Бедльно Кутновського повіту Лодзинського воєводства.
Населення — 149 осіб (2011).
У 1975-1998 роках село належало до Плоцького воєводства.

## Демографія
Демографічна структура станом на 31 березня 2011 року:
|          | Загалом | Допрацездатний вік | Працездатний вік | Постпрацездатний вік |
| -------- | ------- | ------------------ | ---------------- | -------------------- |
| Чоловіки | 78      | 13                 | 52               | 13                   |
| Жінки    | 71      | 10                 | 38               | 23                   |
| Разом    | 149     | 23                 | 90               | 36                   |